# (16402) Olgapopova
(16402) Olgapopova es un asteroide perteneciente al cinturón de asteroides descubierto el 26 de octubre de 1984 por Edward Bowell desde la Estación Anderson Mesa (condado de Coconino, cerca de Flagstaff, Arizona, Estados Unidos).

## Designación y nombre
Designado provisionalmente como 1984 UR. Fue nombrado en honor a Olga P. Popova (n. 1963) quien es experta en impactos de meteoritos en el Instituto de Dinámica de Geosferas de la Academia Rusa de Ciencias. Dirigió un estudio exhaustivo del estallido aéreo de Cheliábinsk que incluyó la trayectoria atmosférica, la evaluación de daños y la recuperación de meteoritos.

## Características orbitales
Olgapopova está situado a una distancia media del Sol de 2,333 ua, pudiendo alejarse hasta 2,762 ua y acercarse hasta 1,905 ua. Su excentricidad es 0,184 y la inclinación orbital 7,235 grados. Emplea 1301,94 días en completar una órbita alrededor del Sol.

## Características físicas
La magnitud absoluta de Olgapopova es 13,59. Tiene 5,895 km de diámetro y su albedo se estima en 0,203.